# Marko Lazetić
Marko Lazetić (Servisch: Марко Лазетић) (Belgrado, 22 januari 2004) is een Servisch voetballer die door FK TSC van AC Milan gehuurd wordt.

## Carrière
Marko Lazetić speelde in de jeugd van Rode Ster Belgrado. Hier debuteerde hij op 29 november 2020 op zestienjarige leeftijd in de competitiewedstrijd tegen FK Rad. In de tweede helft van het seizoen 2020/21 werd hij aan stadgenoot FK Grafičar Beograd verhuurd, waarmee hij op het tweede niveau van Servië speelde. In het seizoen 2021/22 kwam hij regelmatig in actie voor Rode Ster. In de twee seizoenen die hij voor Rode Ster speelde, werd hij kampioen van Servië. In de winterstop werd hij voor een verdrag van ruim vier miljoen euro verkocht aan AC Milan. Hier debuteerde hij op 19 april 2022, in de met 3-0 verloren bekerwedstrijd tegen Internazionale. In het seizoen erna, 2022/23, debuteerde hij in de Serie A in de met 0-0 gelijkgespeelde uitwedstrijd tegen Cremonese. In de tweede seizoenshelft werd hij verhuurd aan het Oostenrijkse SC Rheindorf Altach. In het seizoen 2023/24 werd hij verhuurd aan Fortuna Sittard, waar hij slechts negen wedstrijden speelde, waarin hij niet scoorde. In het seizoen 2024/25 wordt hij verhuurd aan FK TSC.

### Statistieken
| Seizoen                         | Club                  | Land           | Competitie     | Competitie | Competitie | Beker | Beker | Overig | Overig | Totaal | Totaal |
| Seizoen                         | Club                  | Land           | Competitie     | Wed.       | Dlp.       | Wed.  | Dlp.  | Wed.   | Dlp.   | Wed.   | Dlp.   |
| ------------------------------- | --------------------- | -------------- | -------------- | ---------- | ---------- | ----- | ----- | ------ | ------ | ------ | ------ |
| 2020/21                         | Rode Ster Belgrado    | Servië         | Superliga      | 1          | 0          | 0     | 0     | 0      | 0      | 1      | 0      |
| 2020/21                         | → FK Grafičar Beograd | Servië         | Prva Liga      | 14         | 4          | 0     | 0     | –      | –      | 14     | 4      |
| 2021/22                         | Rode Ster Belgrado    | Servië         | Superliga      | 14         | 1          | 0     | 0     | 2      | 0      | 16     | 1      |
| 2021/22                         | AC Milan              | Italië         | Serie A        | 0          | 0          | 1     | 0     | 0      | 0      | 1      | 0      |
| 2022/23                         | AC Milan              | Italië         | Serie A        | 1          | 0          | 0     | 0     | 0      | 0      | 1      | 0      |
| 2022/23                         | → SC Rheindorf Altach | Oostenrijk     | Bundesliga     | 10         | 0          | 0     | 0     | –      | –      | 10     | 0      |
| 2023/24                         | → Fortuna Sittard     | Nederland      | Eredivisie     | 8          | 0          | 1     | 0     | –      | –      | 9      | 0      |
| 2024/25                         | → FK TSC              | Servië         | Superliga      | 7          | 0          | 0     | 0     | 1      | 0      | 8      | 0      |
| Carrièretotaal                  | Carrièretotaal        | Carrièretotaal | Carrièretotaal | 55         | 5          | 2     | 0     | 3      | 0      | 60     | 5      |
| Bijgewerkt op 24 september 2024 |                       |                |                |            |            |       |       |        |        |        |        |